# Axams
Axams är en ort och kommun i distriktet Innsbruck-Land i förbundslandet Tyrolen i Österrike.  Kommunen har 6 325 invånare (2024) och består av fyra orter (Ortschaften) (inom parentes invånarantal 1 januari 2024):
- Axams (5 287)
- Axamer Lizum (9)
- Bachl (470)
- Kristen (559)